# Groß Siemz
Groß Siemz är en ortsteil i kommunen Siemz-Niendorf i Landkreis Nordwestmecklenburg i förbundslandet Mecklenburg-Vorpommern i Tyskland. Groß Siemz var en kommun fram till 26 maj 2019 när den uppgick i Siemz-Niendorf. Groß Siemz hade 308 invånare 2019.